# Dolores (Uruguay)
Dolores ist eine Stadt in Uruguay.

## Geographie
Sie liegt im Departamento Soriano in dessen Sektor 3 auf einer Höhe von 30 m über dem Meeresspiegel am Río San Salvador in der Nähe der Grenze zu Argentinien und ist neben Mercedes, der Hauptstadt des Departamento Soriano, die zweitgrößte Stadt. Regionale Bedeutung hat Dolores als Getreidelagerort.

## Infrastruktur
Kennzeichnend für Dolores ist die zentrale Anordnung nach spanischem Baustil. Rund um den Hauptplatz, die "Plaza de la Constitución" befinden sich die katholische Kirche, ein öffentliches Gymnasium, die Gebäude der Feuerwehr und der Polizei, sowie auch Supermärkte und Bars. Wie in beinahe allen Städten Uruguays verlaufen sämtliche Straßen parallel und kreuzen sich im Lot. Die Rutas 96 und 21 sind die bedeutendsten Straßen der Stadt.

## Geschichte
Die Stadt entstand zwischen 1754 und 1801. Am 26. November 1923 wurde Dolores durch das Gesetz Nr. 7.652 in die Kategorie "Ciudad" eingestuft. Eine ausführliche Historie findet sich auf dem spanischsprachigen Portal der Stadt.

## Einwohner
Bei der Volkszählung 2004 hatte Dolores 15.753 Einwohner.
| Jahr | Einwohner |
| ---- | --------- |
| 1963 | 12.488    |
| 1975 | 13.322    |
| 1985 | 13.084    |
| 1996 | 14.784    |
| 2004 | 15.753    |

Quelle: Instituto Nacional de Estadística de Uruguay

## Stadtverwaltung
Bürgermeister (Alcalde) von Dolores ist Javier Utermark.

## Städtepartnerschaften
- Dolores, Argentinien

## Söhne und Töchter der Stadt
- Miguel Andreolo (1912–1981), Fußballspieler
- Juan Carlos Blanco (* 1946), Fußballspieler und -trainer
- Matías Ferreira (* 1994), Fußballspieler
- Tomás Gomensoro (1810–1900), Präsident Uruguays (1872–1873)
- Miguel A. Klappenbach (1920–2000), Malakologe, Herpetologe, Naturhistoriker und Museumsdirektor
- Santiago Ostolaza (* 1962), Fußballspieler
- Juan Rodríguez (1928–2019), Ruderer
- Tomás Villalba (1805–1886), Politiker, Interimspräsident Uruguays (1865)